# Shimla
Shimla, talvolta scritto anche Simla, (in hindi शिमला) è una suddivisione dell'India, classificata come municipal corporation, di circa 170 000 abitanti, capoluogo del distretto di Shimla, nello stato federato dell'Himachal Pradesh di cui è capitale. In base al numero di abitanti la città rientra nella classe I (da 100 000 persone in su). Nel 1864, Shimla fu nominata capitale estiva del Raj Britannico in India. Popolare destinazione turistica, Shimla viene spesso chiamata dagli inglesi "Regina delle Colline". Situata nel nord-ovest dell'Himalaya a un'altitudine di 2 130 metri, Shimla si trova a circa 115 km da Chandigarh, la più grande città vicina, e a 365 km da Nuova Delhi, la capitale.
La città prende il nome dalla dea Shyamala Devi, un'incarnazione della dea Hindu Kālī.

## Geografia fisica
La città è situata a 31° 6' 0 N e 77° 10' 0 E e ha un'altitudine di 1958 m s.l.m.

## Società

### Evoluzione demografica
Al censimento del 2001 la popolazione di Shimla assommava a 142 161 persone, delle quali 80 772 maschi e 61 389 femmine. I bambini di età inferiore o uguale ai sei anni assommavano a 12 820, dei quali 6 955 maschi e 5 865 femmine. Infine, coloro che erano in grado di saper almeno leggere e scrivere erano 119 735, dei quali 69 631 maschi e 50 104 femmine.